# Gloria Guida
Gloria Guida (Merano, 19 de noviembre de 1955) es una actriz italiana, una de las principales intérpretes de la comedia erótica italiana de la segunda mitad de los años 70.

## Biografía
Su familia era originaria de Emilia. De niña fue trasladada de Merano, su ciudad natal, a Bolonia, donde inició su carrera artística como cantante, en un local gestionado por su padre. En 1972 participó en un concurso de canto llamado "Un disco per l'estate" (Un disco para el verano) con la canción "L'uomo alla donna non può dire di no" (El hombre a la mujer no le puede decir no). Su casa discográfica, la CBS italiana, la propuso como candidata para el Festival de San Remo de 1973. En 1974 ganó el concurso de Miss Teenager, que le abrió las puertas a la carrera de actriz.

## El cine
La primera película que interpretó fue "La ragazzina", seguida de "La minorenne". Son películas que narran las peripecias cotidianas de ricos adolescentes empeñados sobre todo en tener sexo con la chica.[cita requerida]
En "Blue Jeans" interpreta a una joven prostituta que, debido a una redada de la policía, es devuelta al control del padre. Con esta película, Guida se insertó definitivamente en el género de la comedia erótica italiana. Sin embargo, el filme que la consagró fue "La liceale" (La colegiala), película que inspirará muchas otras, ambientadas todas en una escuela de provincia donde la bella colegiala es seducida por compañeros de clase, profesores e incluso el director.
Este tipo de películas suscitó reacciones negativas entre las feministas de los años setenta. Sin embargo, estas películas casi siempre fueron modestamente exitosas en taquilla. Aún a día de hoy son muy demandadas, como demuestra la oferta de las televisiones privadas italianas. En España había ciclos enteros dedicados al género puestos a disposición del público en la cadena Tele5.
Después de su encuentro con Johnny Dorelli en el rodaje de "Bollenti spiriti" (1981) se casó con él y tuvieron una hija, a la que llamaron Guendalina. A partir de ese momento Gloria Guida fue abandonando el cine en favor de su familia. Después de su última película ("Sesso e volentieri"), trabajó en teatro con su marido durante algunos años hasta su retiro "definitivo" de los escenarios.
En 2009 ha sido anunciado su regreso a la pequeña pantalla como actriz en "Fratelli Benvenuti", una producción de Mediaset.

## La colegiala
Gloria Guida ha quedado asociada en el imaginario erótico a la figura de la colegiala que une candor y malicia, personaje que rivalizó con el ya consolidado de la profesora (o suplente), representado principalmente por Edwige Fenech.
En una entrevista concedida a Manlio Gomarasca y Davide Pulici para "99 Donne" Gloria Guida dijo: "Es cierto, me desnudo, pero casi nunca se me ve desnuda mientras doy un abrazo. Se me ve a través del ojo de la cerradura, en la ducha o en el baño. Yo no tengo la culpa de que haya mirones hasta en el cine. El filón de la comedia erótica de baja estofa no me gusta ni siquiera a mí. Mis películas tienen un significado incluso en las escenas que han sido criticadas o juzgadas mal".
Gloria Guida ha conseguido gran popularidad hasta en el extranjero; incluso, en ciertas ocasiones, mucho después de realizar las películas que la han inmortalizado, convirtiéndose en un icono de belleza.

## Filmografía

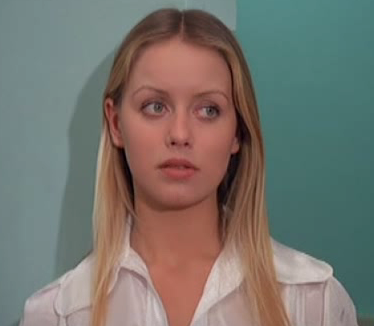
La minorenne (1974).

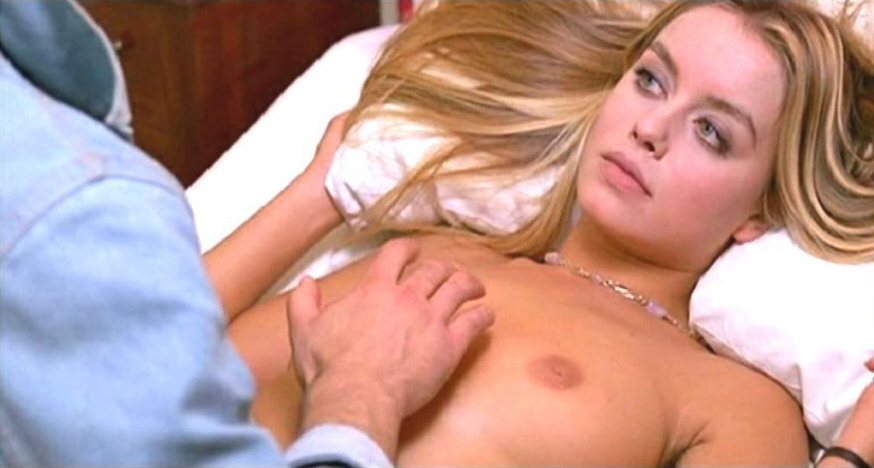
Quella età maliziosa (1975).

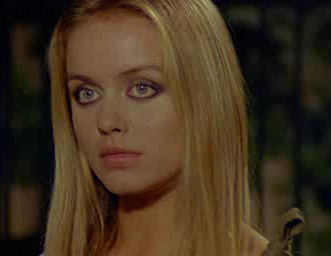
La colegiala (La liceale, 1975).

- La ragazzina, dirigida por Mario Imperoli (1974).
- La minorenne, dirigida por Silvio Amadio (1974).
- Il solco di pesca, dirigida por Maurizio Liverani (1975).
- Quella età maliziosa, dirigida por Silvio Amadio (1975).
- Pecados de juventud, dirigida por Silvio Amadio (1975).
- Enfermera de noche, dirigida por Pier Giorgio Ferretti (1975).
- La colegiala (La liceale), dirigida por Michele Massimo Tarantini (1975).
- El impotente seductor, dirigida por Nando Cicero (1975).
- Blue Jeans, dirigida por Mario Imperoli (1975).
- Mujer casada muy complaciente, dirigida por Marcello Andrei (1976).
- Ragazza alla pari, dirigida por Mino Guerrini (1976).
- Il medico... la studentessa, dirigida por Silvio Amadio (1976).
- Pensión Paraíso, dirigida por Mariano Laurenti (1976).
- Orazi e Curiazi 3 - 2, dirigida por Giorgio Mariuzzo (1977).
- Maschio latino cercasi conosciuto anche come L'affare si ingrossa, dirigida por Giovanni Narzisi (1977).
- Avere vent'anni, dirigida por Fernando Di Leo (1978).
- El triángulo diabólico de las Bermudas, dirigida por René Cardona Jr. (1978)
- Indagine su un delitto perfetto, dirigida por Giuseppe Rosati (1978).
- Travolto dagli affetti familiari, dirigida por Mauro Severino (1978).
- La estudiante en la clase de los suspensos, dirigida por Mariano Laurenti (1978).
- La colegiala seduce a los profesores, dirigida por Mariano Laurenti (1979).
- La liceale, il diavolo e l'acquasanta (aka Cama para tres plazas), dirigida por Nando Cicero (1979).
- Enfermera para todo, dirigida por Mariano Laurenti (1979).
- Infarto para un Don Juan, dirigida por Steno (1980).
- Bollenti spiriti, dirigida por Giorgio Capitani (1981).
- La casa stregata, dirigida por Bruno Corbucci (1982).
- Sesso e volentieri, dirigida por Dino Risi (1982).
- Festa di Capodanno (TV), dirigida por Piero Schivazappa (1988).
- Finalmente venerdì (serie TV), dirigida por Davide Rampello (1989).
- Fratelli Benvenuti (TV), dirigida por Paolo Castella. (2010).
- Before Pintus – (sitcom TV), dirigida por Roberto Cenci (2021).
- Improvvisamente Natale, dirigida por Francesco Patierno (2022).